# У будинку (фільм)
«У будинку» (фр. Dans la maison) — фільм 2012 року французького режисера Франсуа Озона.
Слоган: «Вважаєш, що за тобою не цікаво підглядати?».

## Сюжет
Викладач французької літератури Жермен розчарований у своєму новому класі. Однак учень за останньою партою Клод має проблиски таланту. Він пише твір про будинок свого друга Рафі. Жермен допомагає Клоду підправляти оповідання і, з огляду на зацікавленість у продовженні, йде навіть на незначний злочин. Незабаром Клод бере кермо влади не лише над своїм текстом, а й над матеріалом. Маючи можливість частенько бувати в будинку, Клод не просто підглядає за життям нормальної сім'ї середнього класу, а, маніпулюючи, розігрує цілу драму…

## Ролі
| Актор               | Роль               |
| ------------------- | ------------------ |
| Фабріс Лукіні       | Жермен             |
| Ернст Умоєр         | Клод Гарсія        |
| Крістін Скотт Томас | Жанна Жермен       |
| Еммануель Сеньє     | Естер Атроль       |
| Дені Меноше         | Рафа Артоль-Батько |
| Угетто Бастьєн      | Рафа Артоль-Син    |

## Нагороди і номінації
- 2012 — приз «Золота раковина» і приз журі 60-го Міжнародного кінофестивалю в Сан-Себастьяні.
- 2012 — приз ФІПРЕССІ на кінофестивалі в Торонто (Франсуа Озон).
- 2012 — участь у конкурсній програмі Лондонського і Талліннського кінофестивалів.
- 2013 — 6 номінацій на премію «Сезар»: найкращий фільм, режисер (Франсуа Озон), адаптований сценарій (Франсуа Озон), актор (Фабріс Лукіні), багатообіцяючий актор (Ернст Умоер), оригінальна музика (Філіпп Ромб).
- 2013 — номінація на премію «Гойя» за найкращий європейський фільм (Франсуа Озон).
- 2013 — Премія Святого Георгія за найкращий зарубіжний фільм (Франсуа Озон).
- 2013 — премія Європейської кіноакадемії за найкращий сценарій (Франсуа Озон), а також 2 номінації: найкраща режисерська робота (Франсуа Озон) і найкраща чоловіча роль (Фабріс Лукіні).

## Цікавинки
- Прем'єра фільму відбулась 10 вересня 2012 року на Міжнародному кінофестивалі в Торонто .